# Zanthoxylum piasezkii
Zanthoxylum piasezkii là một loài thực vật có hoa trong họ Cửu lý hương. Loài này được Maxim. miêu tả khoa học đầu tiên năm 1889.